# Universidad de La Punta
La Universidad de La Punta (ULP) es una casa de altos estudios ubicada en la localidad de La Punta, Provincia de San Luis, a 20 kilómetros de la Ciudad de San Luis.
En el año 2004 se creó por Ley II-0034, la Universidad de La Punta (ULP) con el propósito de formar profesionales en áreas estratégicas asociadas al crecimiento y progreso de la provincia.

## Características
Su estructura edilicia fue diseñada por el reconocido arquitecto argentino Clorindo Testa, en un territorio de 51 hectáreas, con 4373,00 m² edificados.
Es la única universidad de la Argentina que ofrece un sistema de residencia gratuitas, ubicadas en el mismo campus universitario
La ULP es considerada una de las casas de estudio más importantes de la Provincia de San Luis y el país. Ha sido premiada con premios nacionales e internacionales; recientemente fue reconocida por su trayectoria y calidad de servicio por la Sociedad Europea para la Investigación de la Calidad, a través del “European Awards for Best Practices 2016” en Bruselas.

## Estructura de la Universidad de La Punta (ULP)
La ULP está conformada por el Rectorado, el Vicerrectorado, la Secretaría General, la Secretaría de Extensión, la Secretaría Legal y Técnica, la Secretaría Académica y la Secretaría de Alto Rendimiento Deportivo.
La Universidad de La Punta cuenta con los institutos de Comunicación, Arte y Deporte; de Ciencia y Tecnología; de Estudios Sociales y Psicosociales e Idiomas.
Los institutos de Comunicación, Arte y Deporte, y el de Ciencia y Tecnología, cuentan con tecnicaturas cortas de rápida salida laboral, donde la prioridad se centra en la inclusión de los alumnos, el trabajo en equipo y el aprendizaje continuo.

### Instituto de Comunicación, Arte y Deporte
- Postproducción de cine, video y televisión
- Guion y dirección de cine y video
- Realización multimedial
- Desarrollo de videojuegos
- Deporte

### Instituto de Ciencia y Tecnología
- Gestión Empresarial
- Desarrollo de Software
- Turismo
- Guía de Turismo

### Instituto de Estudios Sociales y Psicosociales
- Trastornos de la conducta alimentaria, diagnóstico y prevención.
- Dieta vs. Salud mental.
- La urgencia hoy, el desborde angustioso.
- Estrés por exámenes.
- Niños con déficit de atención e hiperactividad.
- G.I.A: Grupo Institucional de Alcoholismo del Hospital Escuela de Salud Mental. Abordaje desde el Sistema de Salud Público.
- Actualización en abordajes de la salud mental de niños, adolescentes y sus familias: nuevas construcciones.
- En busca de la autonomía e independencia en pacientes con trastorno mental.
- Programa de actualización - Seminario de acompañamiento terapéutico.

### Instituto de Idiomas
- Alemán
- Árabe
- Auxiliar para personas con discapacidad sensorial
- Braille
- Chino
- Chino para niños chinos
- Francés
- Inglés para adultos
- Inglés para adolescentes
- Inglés para niños
- Italiano
- Japonés
- Lengua de señas
- Portugués para adultos
- Portugués para niños
- Ruso

## Iniciativas (ULP)
La Universidad de La Punta, cuenta con diversas iniciativas de extensión destinadas a toda la comunidad.
- Instituto de Idiomas: Más de diez idiomas con certificación internacional son los que se pueden estudiar en las sedes del Instituto de Idiomas. Las mismas se encuentran en la Ciudad de San Luis, en Villa Mercedes, en la Villa de Merlo y en Concarán.[8]
- Contextos: Es el plan permanente de promoción de la lectura que desarrolla íntegramente el Gobierno de la Provincia de San Luis. A diario, las lectoras de Contextos acuden a las distintas escuelas de la provincia con el fin de trasladar este sano hábito por los libros a los más chiquitos. Desde el programa también se realizan capacitaciones a los docentes; se lleva a cabo un programa de radio denominado ¿Me leés? que este año ganó el Martín Fierro Federal como mejor programa de radio infantil, y se graban cuentos que luego son subidos a un canal de YouTube (contextos ulp) donde chicos de todas partes del mundo tienen la posibilidad de contar con este material.[9]
- Ajedrez: El Programa cuenta con ajedrez escolar inicial, destinado a todos los chicos de las escuelas de la provincia; Ajedrez Social, un espacio integrador donde se brindan talleres en diferentes instituciones como el Servicio Penitenciario Provincial; Ajedrez Digital, a través de las nuevas tecnologías; y Escuela de Talentos, donde los destacados en el juego ciencia se entrenan para competir e ir por sus títulos superadores.[10]
- Robótica: Es un Programa destinado a acercar a niños y jóvenes al mundo de las nuevas tecnologías. Cuenta con dos áreas principales: «Todos a la Robótica», apuntado al nivel escolar primario y educación especial; y «Robótica Extracurricular de Alta Competencia», dirigido a los adolescentes del nivel escolar secundario. Los jóvenes que se esfuerzan, se esmeran y cuentan con capacidades superadoras en la temática, tienen la posibilidad de competir a nivel provincial para ser parte cada año de los mundiales de robótica que se llevan a cabo en distintas partes del mundo.[11]
- Olimpiadas Sanluiseñas del Conocimiento: Es el certamen provincial que premia el conocimiento y el esfuerzo por parte de los alumnos de toda la provincia que tienen la posibilidad de anotarse y participar de exámenes en distintas disciplinas. Las Olimpíadas se renuevan para ofrecer una experiencia innovadora y divertida con el conocimiento. Los chicos pueden elegir entre dos categorías: “Mis huellas puntanas”, para explorar el significado del ‘ser puntano’ a través de la historia, la geografía, el medioambiente, el arte y la literatura de San Luis. Y “Mi cielo y mi tierra”, para entrar en contacto con el suelo y el cielo puntano a través de la física, la química, la biología, la astronomía y las matemáticas. Este certamen siempre se caracterizó por sus grandes premios (viajes de estudio al exterior del país), que los chicos supieron aprovechar para conocer las diferentes culturas del mundo y hacer nuevos amigos.[12]
- Arte y Juego: Son talleres que utilizan el juego como herramienta de aprendizaje, para acercar la experiencia de las artes integradas a las Escuelas Rurales de la Provincia de San Luis. En sus actividades combina la música, el movimiento, el teatro y la plástica. Además, brinda a docentes y artistas de la Ciudad de San Luis y localidades del interior, capacitaciones de formación artística con orientación en la educación por valores, el aprendizaje a través del juego y el acercamiento al niño. Desde el año 2017 realiza el Certamen de Arte ULP, para incentivar a los jóvenes en secundaria a desarrollarse artísticamente, dándoles la oportunidad de exponer sus obras en galerías de arte, así como también premiando su creatividad. Las categorías por las que participan son "Pintura", "Dibujo", "Grabado", "Música", "Fotografía" y "Escultura".[13]

## Convenios con la Universidad de La Punta

### Data Center La Punta
Se inauguró en el 2004, es el centro de control y cerebro de la Autopista de la Información (AUI), que reúne toda la infraestructura necesaria en telecomunicaciones. Es un edificio inteligente que aloja equipamiento para el monitoreo de la red conformando un centro de excelencia, destinado al desarrollo de todos los proyectos basados en tecnología. Por medio de él, se brindan servicios sociales de carácter único en Sudamérica como el Wi-fi gratuito a toda la provincia. Estratégicamente ubicado en la Ciudad de La Punta y abarcando una zona de 10.000 m², el edificio consta de dos cuerpos. El primero destinado al Data Center La Punta, las oficinas, el auditorio, el centro de operaciones, el call center, el laboratorio, y el área de desarrollo de sistemas. El segundo destinado a alojar los equipamientos de grupos electrógenos. El data center posee características de avanzada, actividades de la vida cotidiana desde la PC, sin movernos de casa y con tan solo hacer un click.

### Parque Astronómico La Punta
La divulgación científica y el cosmos son aspectos fundamentales del turismo astronómico que ofrece San Luis en el Parque Astronómico La Punta, ubicado dentro del campus de la Universidad de La Punta y a unos metros de la réplica histórica del Cabildo de 1810 y la réplica histórica de la Casa de Tucumán.
Este espacio destinado a toda la familia, cuenta con guías profesionales de turismo científico egresados de la Universidad de La Punta que han diagramado un paseo interactivo, donde se puede visitar: el Planetario, un simulador del cielo de San Luis; el Solar de las Miradas, un espacio temático con réplicas de instrumentos pre-teléscopicos; el muro “Del Big Bang a las Galaxias”, obra que recrea en forma física y virtual los tres primeros minutos del universo, y el Observatorio “Buenaventura Suárez”, que permite al usuario operar a la distancia un telescopio remoto.

### Parque Informático La Punta
Es el polo tecnológico de la Universidad de La Punta. Reúne a más de 20 empresas relacionadas con las tecnologías de la información y la comunicación, que son reconocidas nacional e internacionalmente.
Dentro del campus de la ULP, los edificios cuentan con salas acondicionadas para que las nuevas empresas que se incorporan al Parque Informático (PILP) tengan las comodidades necesarias para empezar a trabajar.
En su mayoría, quienes cumplen funciones en las distintas empresas del Parque son exalumnos de la tecnicatura en Desarrollador de Software, ya que está previsto que las empresas contraten a los alumnos que se egresan de la ULP donde son formados de acuerdo a las necesidades del entorno. En total son más de 600 egresados los que trabajan en el PILP.

### Campus Abierto ULP “Arturo Rodríguez Jurado”
Se trata del imponente predio deportivo destinado al entrenamiento de atletas de alto rendimiento de la provincia, el país y el mundo.
Es un espacio de 20 hectáreas ubicado en el campus de la ULP, donde se emplaza un módulo central (12.000 m²), que entre sus espacios destacados, posee: un sector para la práctica de artes marciales; una cancha multipropósito para el entrenamiento de distintas disciplinas; un sector de gimnasia olímpica; de halterofilia; de boxeo olímpico y de tenis de mesa.
Además, un gimnasio de musculación y entrenamiento general; una pista de calentamiento cubierta, vestuarios, sanitarios, un comedor; un sector de pruebas, mediciones físicas y médicas; y para los espectadores, gradas retráctiles con capacidad para 200 personas.
En la parte exterior, se prevé la construcción de dos playones verdes de césped natural apto para prácticas deportivas y uso intensivo. Allí se podrán realizar diversas actividades y sectorizar libremente el espacio según la práctica deportiva que se desee.
En el lugar se cuenta con riego automático sectorizado (riego por cada playón) y prevé el libre escurrimiento y drenaje por niveles naturales adoptados y teniendo en cuenta las obras necesarias para la efectividad del mismo.
El diseño de cada una de las etapas que se desarrolló en el predio, respeta las normativas del Comité Olímpico Internacional.

## Proyectos de la ULP
Etapas de construcción futuras - Módulo acuático y espacio para deportes al aire libre.
Se prevé la construcción, en segunda instancia, de un módulo acuático – 4.500 m² -. El mismo contará con una piscina de nado sincronizado con equipamiento olímpico y sistemas de última generación (poseerá gradas para una capacidad de 350 espectadores); una piscina de saltos olímpicos; un sector para rehabilitación destinado a personas con movilidad reducida; y un espacio de dos piscinas, de agua fría y agua caliente, con un sector de masajes.
Además, habrá un sector de vestuarios; un gimnasio pequeño para ejercicios específicos y para apoyo de las terapias de recuperación; dos consultorios médicos y un consultorio kinesiológico.
Finalmente, se construirá un espacio para deportes al aire libre, con una pista olímpica de atletismo de 400 metros; dos correderas para jabalinas y dos para salto en largo y triple.

## Residencias
La Universidad de La Punta, reglamenta un Sistema de Residencias Estudiantiles, con la meta de promocionar y facilitar el estudio de las diferentes carreras y tecnicaturas dictadas. Cuenta con residencias equipadas y amobladas para la comodidad estudiantil o deportistas que la utilizan temporalmente.